# Hôtel Van Zeller
L’hôtel Van Zeller est un ancien hôtel particulier situé 3 rue Négrier à Lille, dans le département du Nord.

## Histoire
Érigé au XVIIIe siècle, l'hôtel Van Zeller est réaménagé au début du XIXe siècle pour accueillir le Quartier Général, siège de l'autorité militaire de Lille, à partir de 1826.

## Architecture
Ce bâtiment fait l’objet d’une inscription au titre des monuments historiques depuis le 17 août 1979.